# Charbonnage de Zwartberg
 (juillet 2021).
Si vous disposez d'ouvrages ou d'articles de référence ou si vous connaissez des sites web de qualité traitant du thème abordé ici, merci de compléter l'article en donnant les références utiles à sa vérifiabilité et en les liant à la section « Notes et références ».

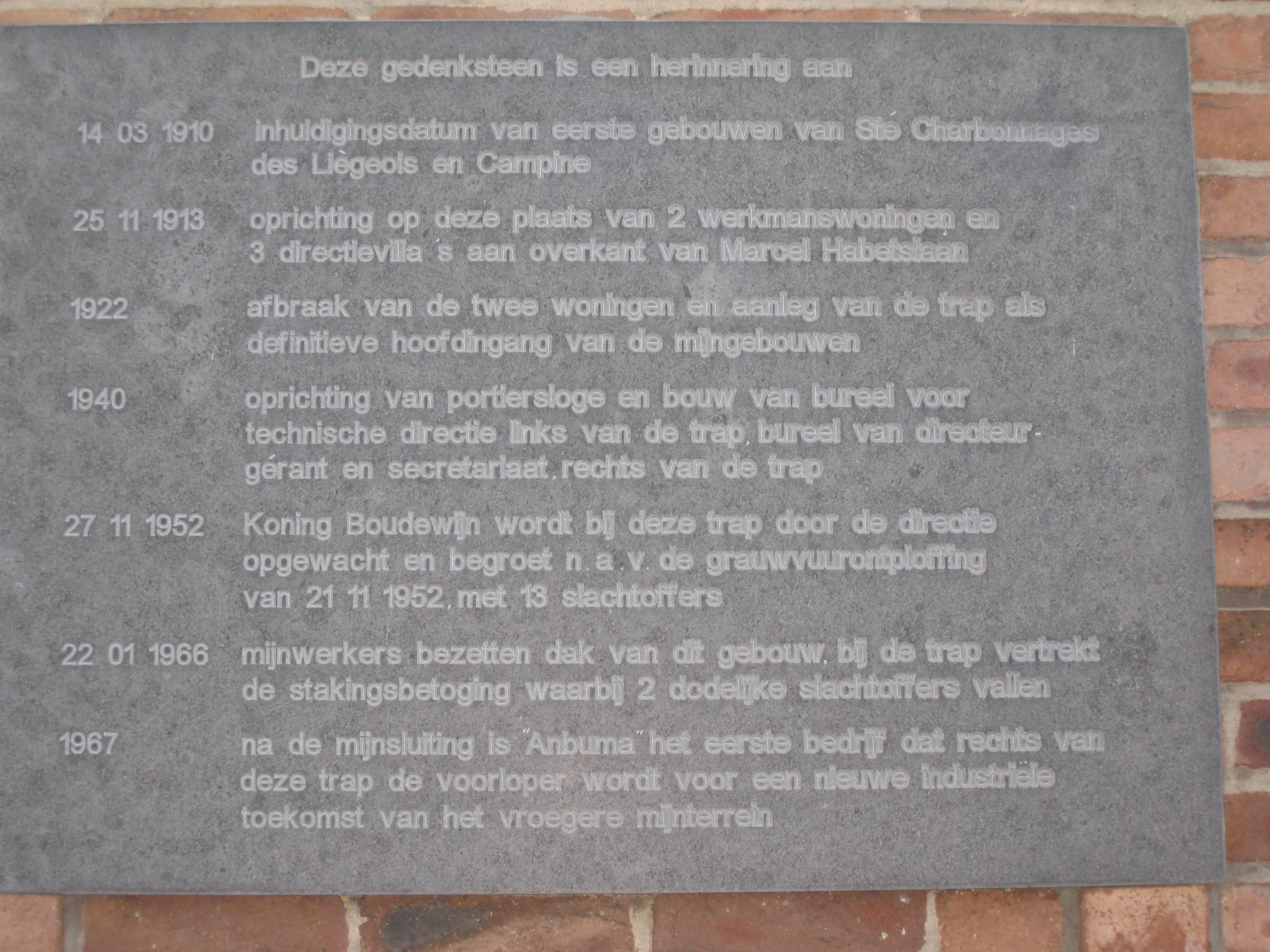
Plaque commémorative

Le Charbonnage de Zwartberg fut un charbonnage belge exploité de 1925 à 1966 dans la localité du même nom, en province de Limbourg.

## Histoire
Le 21 novembre 1952, a lieu une explosion dans la mine, faisant 13 morts. 
Le charbon, alors extrait dans cinq étages est brûlé dans les hauts fourneaux Cockerill à Seraing. A quelques jours de Noël 1965, on annonce à plus de 4500 mineurs que la mine devra fermer, alors qu'il s'agit de la fosse la plus moderne du bassin.

## Vestiges
De nos jours, il ne reste que les dalles en béton des deux puits et une demi-molette de visible. 